# Ski acrobatique aux Jeux olympiques de 2018 – Half-pipe hommes
Navigation
Sotchi 2014 Pékin 2022
Le half-pipe masculin des Jeux olympiques d'hiver de 2018 a lieu les 20 février 2018 et 22 février 2018  au Bokwang Phoenix Park. C'est la deuxième apparition de cette épreuve aux Jeux olympiques d'hiver.

## Médaillées
| Or                      | Argent                     | Bronze                           |
| David Wise (États-Unis) | Alex Ferreira (États-Unis) | Nico Porteous (Nouvelle-Zélande) |

## Résultats

### Qualification
Vingt-quatre concurrentes sont au départ. Les douze meilleures à l'issue des deux passages sont qualifiées pour la finale.
| Rang | Dossard | Athlète                    | Nationalité      | 1er passage | 2e passage | Meilleur | Notes |
| ---- | ------- | -------------------------- | ---------------- | ----------- | ---------- | -------- | ----- |
| 1    | 3       | Aaron Blunck               | États-Unis       | 63.20       | 94.40      | 94.40    | Q     |
| 2    | 1       | Alex Ferreira              | États-Unis       | 92.60       | 43.40      | 92.60    | Q     |
| 3    | 7       | Torin Yater-Wallace        | États-Unis       | 89.60       | 33.60      | 89.60    | Q     |
| 4    | 27      | Byron Wells                | Nouvelle-Zélande | 88.60       | 42.00      | 88.60    | Q     |
| 5    | 16      | Beau-James Wells           | Nouvelle-Zélande | 86.20       | 88.20      | 88.20    | Q     |
| 6    | 5       | Kevin Rolland              | France           | 87.80       | 37.80      | 87.80    | Q     |
| 7    | 9       | Mike Riddle                | Canada           | 6.40        | 82.20      | 82.20    | Q     |
| 8    | 2       | David Wise                 | États-Unis       | 24.80       | 79.60      | 79.60    | Q     |
| 9    | 6       | Noah Bowman                | Canada           | 43.00       | 77.20      | 77.20    | Q     |
| 10   | 8       | Thomas Krief               | France           | 74.40       | 25.80      | 74.40    | Q     |
| 11   | 15      | Nico Porteous              | Nouvelle-Zélande | 51.20       | 72.80      | 72.80    | Q     |
| 12   | 19      | Andreas Gohl               | Autriche         | 68.60       | 31.60      | 68.60    | Q     |
| 13   | 4       | Simon d'Artois             | Canada           | 66.60       | 40.40      | 66.60    |       |
| 14   | 21      | Murray Buchan              | Grande-Bretagne  | 66.00       | 65.40      | 66.00    |       |
| 15   | 12      | Peter Speight              | Grande-Bretagne  | 3.80        | 64.60      | 64.60    |       |
| 16   | 20      | Lukas Müllauer             | Autriche         | 17.00       | 63.60      | 63.60    |       |
| 17   | 22      | Miguel Porteous            | Nouvelle-Zélande | 40.40       | 62.60      | 62.60    |       |
| 18   | 10      | Joel Gisler                | Suisse           | 59.80       | 9.80       | 59.80    |       |
| 19   | 14      | Rafael Kreienbühl          | Suisse           | 55.20       | 22.20      | 55.20    |       |
| 20   | 24      | Mao Bingqiang              | Chine            | 53.00       | 54.60      | 54.60    |       |
| 21   | 18      | Marco Ladner               | Autriche         | 54.20       | 39.40      | 54.20    |       |
| 22   | 23      | Brendan Newby              | Irlande          | 53.80       | 53.80      | 53.80    |       |
| 23   | 26      | Kong Xiangrui              | Chine            | 47.40       | 50.80      | 50.80    |       |
| 24   | 13      | Pavel Chupa                | Russie (OAR)     | 46.80       | 25.80      | 46.80    |       |
| 25   | 11      | Robin Briguet              | Suisse           | 23.00       | 29.40      | 29.40    |       |
| 26   | 17      | Alexander Glavatsky-Yeadon | Grande-Bretagne  | 10.80       | 15.00      | 15.00    |       |
| 27   | 25      | Lee Kang-bok               | Corée du Sud     | 5.80        | 13.00      | 13.00    |       |

### Finale
| Rang                                | Dossard | Athlète             | Nationalité      | 1er passage | 2e passage | 3e passage | Meilleur | Notes |
| ----------------------------------- | ------- | ------------------- | ---------------- | ----------- | ---------- | ---------- | -------- | ----- |
| Médaille d'or, Jeux olympiques      | 2       | David Wise          | États-Unis       | 17.00       | 6.40       | 97.20      | 97.20    |       |
| Médaille d'argent, Jeux olympiques  | 1       | Alex Ferreira       | États-Unis       | 92.60       | 96.00      | 96.40      | 96.40    |       |
| Médaille de bronze, Jeux olympiques | 15      | Nico Porteous       | Nouvelle-Zélande | 82.40       | 94.80      | 30.00      | 94.80    |       |
| 4                                   | 16      | Beau-James Wells    | Nouvelle-Zélande | 87.40       | 52.20      | 91.60      | 91.60    |       |
| 5                                   | 6       | Noah Bowman         | Canada           | 89.40       | 19.20      | 11.20      | 89.40    |       |
| 6                                   | 9       | Mike Riddle         | Canada           | 85.40       | 26.00      | 27.40      | 85.40    |       |
| 7                                   | 3       | Aaron Blunck        | États-Unis       | 81.40       | 5.60       | 84.80      | 84.80    |       |
| 8                                   | 19      | Andreas Gohl        | Autriche         | 14.60       | 46.00      | 68.80      | 68.80    |       |
| 9                                   | 7       | Torin Yater-Wallace | États-Unis       | 65.20       | 28.80      | 12.20      | 65.20    |       |
| 10                                  | 8       | Thomas Krief        | France           | 9.80        | DNS        | DNS        | 9.80     |       |
| 11                                  | 5       | Kevin Rolland       | France           | 6.40        | 6.40       | 5.60       | 6.40     |       |
| 12                                  | 27      | Byron Wells         | Nouvelle-Zélande | DNS         | DNS        | DNS        | DNS      |       |